# (4089) Galbraith
(4089) Galbraith es un asteroide perteneciente al cinturón de asteroides, descubierto el 2 de mayo de 1986 por el equipo del Observatorio del Monte Palomar desde el Observatorio del Monte Palomar, Estados Unidos.

## Designación y nombre
Designado provisionalmente como 1986 JG. Fue nombrado Galbraith en honor al economista canadiense John Kenneth Galbraith.